# 宣陽門

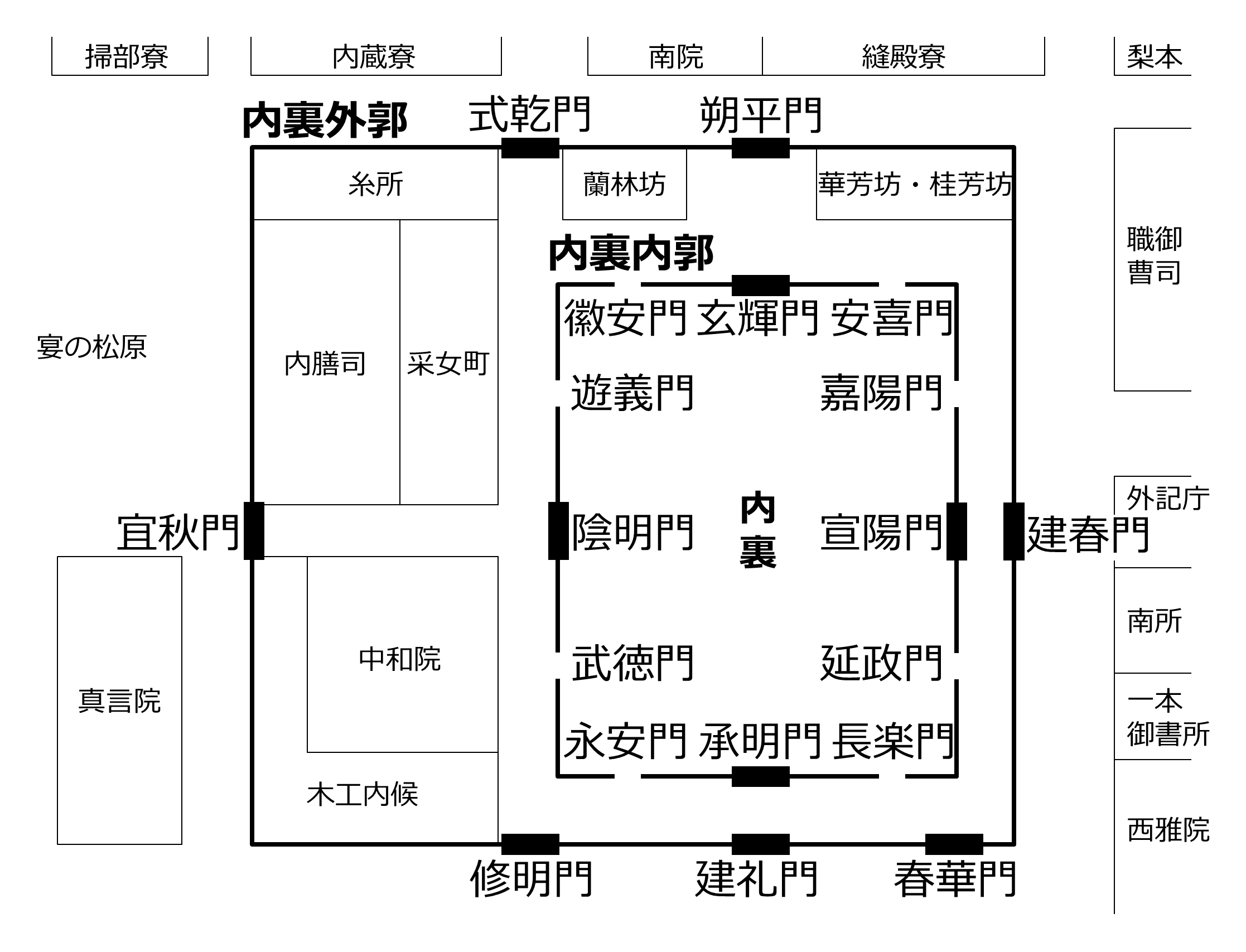
平安京内裏諸門図

宣陽門（せんようもん）は、平安京内裏の内郭門の1つ。「左兵衛陣」とも。
平安宮内裏内郭の東正面にあり、建春門と相対する。大きさは3間であった。檜皮葺で、東西に1段の石階段があり、東面に条石で囲んだ溝がある。北に嘉陽門、西に延政門があり、これらを左右廂門といった。宣陽門の中央は温明殿の戸口から2尺、北に寄っているという。
門外左右に南舎、北舎が、内記所がある。門内に南腋陣、北腋陣が、北に左兵衛督宿所が、南に左大将直廬、闈司（後宮十二司のうち、内裏内の門の鍵の管理・出納をつかさどった。中務省の典鑰も参照されたい）町がある。